# Kolekcja 20-lecia Pomatonu – Edyta Górniak
Kolekcja 20-lecia Pomatonu – Edyta Górniak – zbiór płyt Edyty Górniak, wydany z okazji 20-lecia wytwórni płytowej Pomaton.
Zbiór zawiera cztery płyty kompaktowe: Dotyk, Edyta Górniak oraz dwupłytowy album Perła.

## Lista utworów
| Dotyk 1. Jestem Kobietą 2. Będę Śniła 3. Dotyk 4. Szyby 5. Niebo To My 6. Nie Opuszczaj Mnie 7. Litania 8. Kasztany 9. Pada Śnieg (duet z Krzysztofem Antkowiakiem) 10. To Nie Ja 11. Jej Portret | Edyta Górniak 1. Anything 2. If I Give Myself (Up) To You 3. Perfect Moment 4. When You Come Back To Me 5. Be Good Or Be Gone 6. One & One 7. Linger 8. Soul Boy 9. I Don't Know What's On Your Mind 10. The Day I Get Over You 11. Miles & Miles Away 12. That's The Way I Feel About You 13. Gone 14. Hunting High & Low 15. Coming Back To Love 16. Hope For Us (duet z José Carrerasem) |
| Perła CD1 1. Invisible 2. Nie Proszę O Więcej 3. Whatever It Takes 4. Don't You Know You 5. Calling You 6. Słowa Jak Motyle 7. Hold On Your Heart 8. The Story So Far 9. Sleep With Me            | Perła CD2 1. How Do You Know 2. Sit Down 3. Mogę Zapomnieć Ciebie 4. Can't Say No 5. Talk To Me 6. Obłok 7. X My Hart 8. As If 9. Jak Najdalej 10. Perła 11. Make It Happen 12. Impossible 13. Impossible (Paradise City Radio Mix) 14. Impossible (Roy Malone King Mix Edit) |